# Републикански път III-505
Републикански път IIІ-505 е третокласен път, част от републиканската пътна мрежа на България, преминаващ изцяло по територията на област Хасково. Дължината му е 63,8 км.
Пътят се отклонява наляво при 301,3 км на Републикански път I-5 южно от град Хасково и се насочва на югоизток през Хасковската хълмиста област. Преминава последователно през селата Манастир и Малево, пресича река Харманлийска и притоците ѝ Карамандере и Бързей и достига до село Корен. След селото навлиза в Източните Родопи като преодолява вододела между реките Харманлийска и Бисерска през седловината свързваща ридовете Чал и Хухла, преминава през село Малък извор и при село Голям извор слиза в долината на Бисерска река. От там завива на изток и продължава по северното подножие на рида Гората през селата Тънково, Върбово, Орешец, Малко градище и Сива река и на 5 км източно от последното се съединява с Републикански път I-8 при неговия 363,4 км.
| Пътища, отклоняващи се надясно (населено място, № на пътя, посока на пътя)                                      | Км   | Пътища, отклоняващи се наляво (посока на пътя, № на пътя, населено място) |
| --- | ---- | ------------------------------------------------------------------------- |
| Община Хасково, I-5, 301,3 км ←                                                                                 | 0,0  | ← 301,3 км, I-5, Община Хасково                                           |
| с. Манастир | 2,8  | с. Манастир                                                               |
| (от гр. Кърджали) III-507, 39,5 км →                                                                            | 3,3  |                                                                           |
| с. Малево | 7,7  | с. Малево                                                                 |
| (за с. Криво поле) общински път, с. Корен ←                                                                     | 14,1 | → с. Корен, общински път (за с. Жълти бряг)                               |
| Община Стамболово                                                                                               | 16,9 | Община Стамболово                                                         |
| (за с. Кралево) общински път ←                                                                                  | 18   |                                                                           |
| с. Малък извор                                                                                                  | 20,9 | → с. Малък извор, общински път (за с. Славяново)                          |
| (от 36,1 км на III-507) III-5074, 15 км с. Голям извор → (от 49 км на II-59) III-593, 38,1 км, с. Голям извор → | 24,1 | с. Голям извор                                                            |
| с. Тънково | 29,5 | с. Тънково                                                                |
| Община Харманли                                                                                                 | 34,7 | Община Харманли                                                           |
| (до с. Силен) III-808, 22,7 км ←                                                                                | 36,7 |                                                                           |
| | 37,7 | ← 21,7 км, III-808 (от гр. Харманли)                                      |
| с. Върбово | 39,2 | с. Върбово                                                                |
| (за с. Ефрем) общински път, с. Орешец ←                                                                         | 43,3 | → с. Орешец                                                               |
| Община Любимец                                                                                                  | 46,3 | Община Любимец                                                            |
| (от 85,3 км на II-59) III-597, 45,3 км с. Малко градище →                                                       | 50,9 | → с. Малко градище, 45,3 км, III-597 (до гр. Любимец)                     |
| Община Свиленград                                                                                               | 56,7 | Община Свиленград                                                         |
| (за с. Мезек) общински път, с. Сива река ←                                                                      | 58,5 | → с. Сива река                                                            |
| (до ГКПП Капитан Андреево - Капъкуле) I-8, 363,4 км ←                                                           | 63,8 | ← 363,4 км, I-8 (от ГКПП Калотина)                                        |

Забележка
1. ↑  На протежение от 1 км, от км 36,7 до км 37,7 Републикански път III-505 се дублира с Републикански път III-808, от км 22,7 до км 21,7